# Герб Змієва
Герб Змі́єва — офіційний геральдичний символ міста Змієва Харківської області, затверджений Зміївською міськрадою у 1990-х роках. Герб є промовистимим.

## Опис
У червоному полі золотий змій з міською короною на голові, що звивається догори.

## Історія

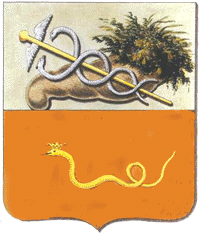
Історичний герб Змієва, що проіснував до 1803 р. У верхній половині герба поміщений герб Слобідсько-Української губернії

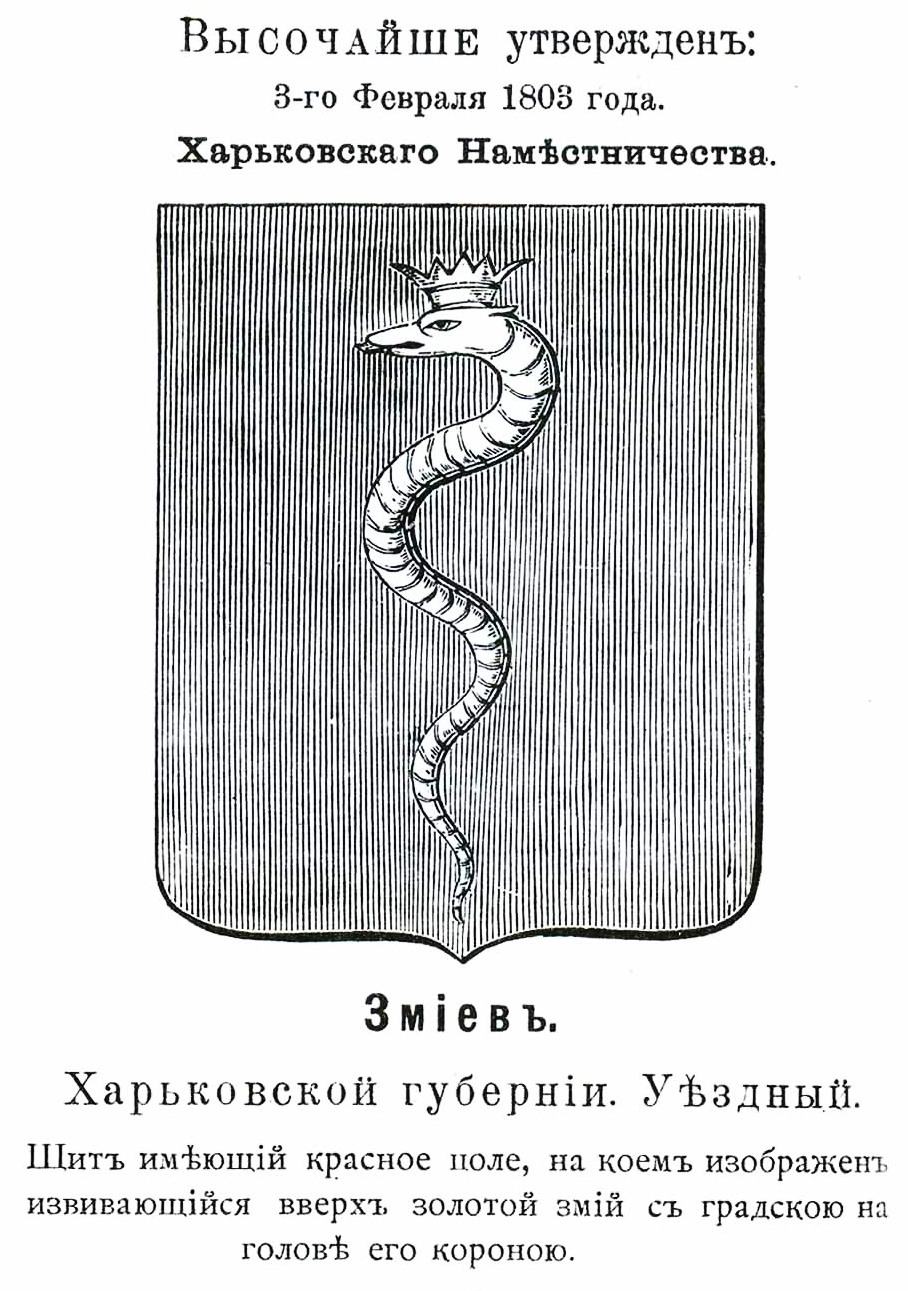
Герб Змієва після 1803 р. з офіційним описом

Наприкінці 1796 р. була проведена чергова адміністративно-територіальна реформа, внаслідок чого Харківське намісництво було перейменоване на Слобідсько-Українську губернію, в якій був утворений Зміївський повіт із центром у м. Змієві.
Після введення намісницької системи вперше з'являється офіційний герб міста Змієва, затверджений у 1781 р. У верхній половині Зміївського герба поміщений герб Харківського намісництва (м. Харкова).
4 лютого 1803 р. указом імператора Олександра І герб міста Змієва був затверджений у такому вигляді:

| «Опис же височайше затвердженого герба є таким: щит, який має червоне поле, на якому зображений той, що звивається вгору золотий змій з міською короною на його голові». Оригінальний текст (рос.) «Описание же высочайше утверждённого герба есть следующее: щит, имеющий красное поле, на коем изображён извивающийся вверх золотой змий с градскою на голове его короною» |
Але вже в статистичному описі Зміївського повіту за 1837 р. читаємо наступне:

| «Герб його — в блакитному полі змія з золотою короною на голові» |
У виданнях «Пам'ятної книги Харківської губернії» 1863 та 1865 років, надано опис Зміївського герба, він виглядав як:
| «Герб міста Змієва — змій у золотому полі» |
Чи це була тимчасова зміна кольорів гербу, чи помилка видання невідомо, але у «Короткому нарисі історії Харківського дворянства» 1885 року, герб такий як і раніше, золотий змій на червоному полі.

Проект Б. Кене герба Змієва. 1863 р.

У 1863 р. герб Зміївського повіту та м. Змієва, зазнав ряд змін, пов'язаних із геральдичною реформою геральдиста барона Б. В. Кене. Реформа полягала у введенні додаткових прикрас (обрамлень і корон) для міських гербів, які мали нести додаткову інформацію про статус міста, чисельності та характері господарської діяльності його населення. Після 1863 р. у вільній частині герба Зміївського повіту також був розташований губернський герб — герб м. Харкова.